# Paris–Roubaix 1990

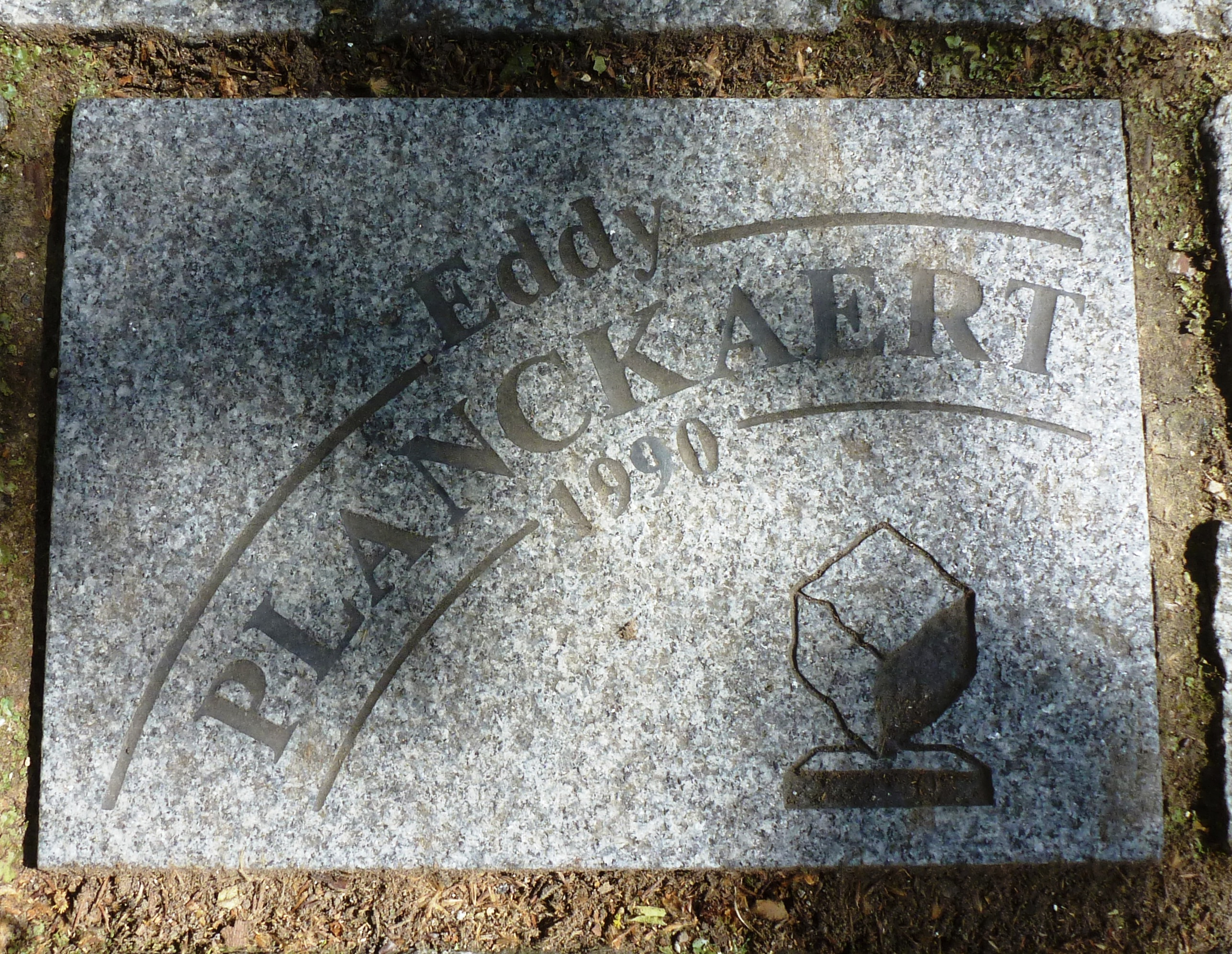
Pflasterstein zu Ehren des Siegers Eddy Planckaert auf der Allée Charles Crupelandt in Roubaix

Das Eintagesrennen Paris–Roubaix 1990 war die 88. Austragung des Radsportklassikers und fand am Sonntag, den 8. April 1990, statt.
Das Rennen führte von Compiègne, rund 80 Kilometer nördlich von Paris, nach Roubaix, wo es im Vélodrome André-Pétrieux endete. Die gesamte Strecke war 265,5 Kilometer lang. Es starteten 186 Fahrer, von denen sich 92 platzieren konnten. Der Sieger Eddy Planckaert absolvierte das Rennen mit einer Durchschnittsgeschwindigkeit von 34,855 km/h.
Eddy Planckaert riss 95 Kilometer vor dem Ziel aus. Auf den folgenden 60 Kilometern schlossen sich ihm nach und nach sechs Fahrer an, ohne dass das Peloton reagierte. Der finale Sprint in der Radrennbahn zwischen Steve Bauer und Planckaert endete derart eng, dass die Jury mehrere Minuten lang das Zielfoto prüfen musste, bevor Planckaert zum Sieger erklärt wurde.